# Elias Pettersson
Elias Pettersson (Sundsvall, Suecia, 12 de noviembre de 1998) apodado Petey, D-Petey, Dekey Pete o Alien, es un jugador profesional sueco de hockey sobre hielo que se desempeña en la posición de centro en Vancouver Canucks, equipo de la National Hockey League (NHL).

## Carrera
Fue seleccionado en la primera ronda en la NHL Entry Draft de 2017. En 2018 hizo su debut profesional con el equipo Vancouver Canucks, donde lleva jugando seis temporadas.